# کریپان

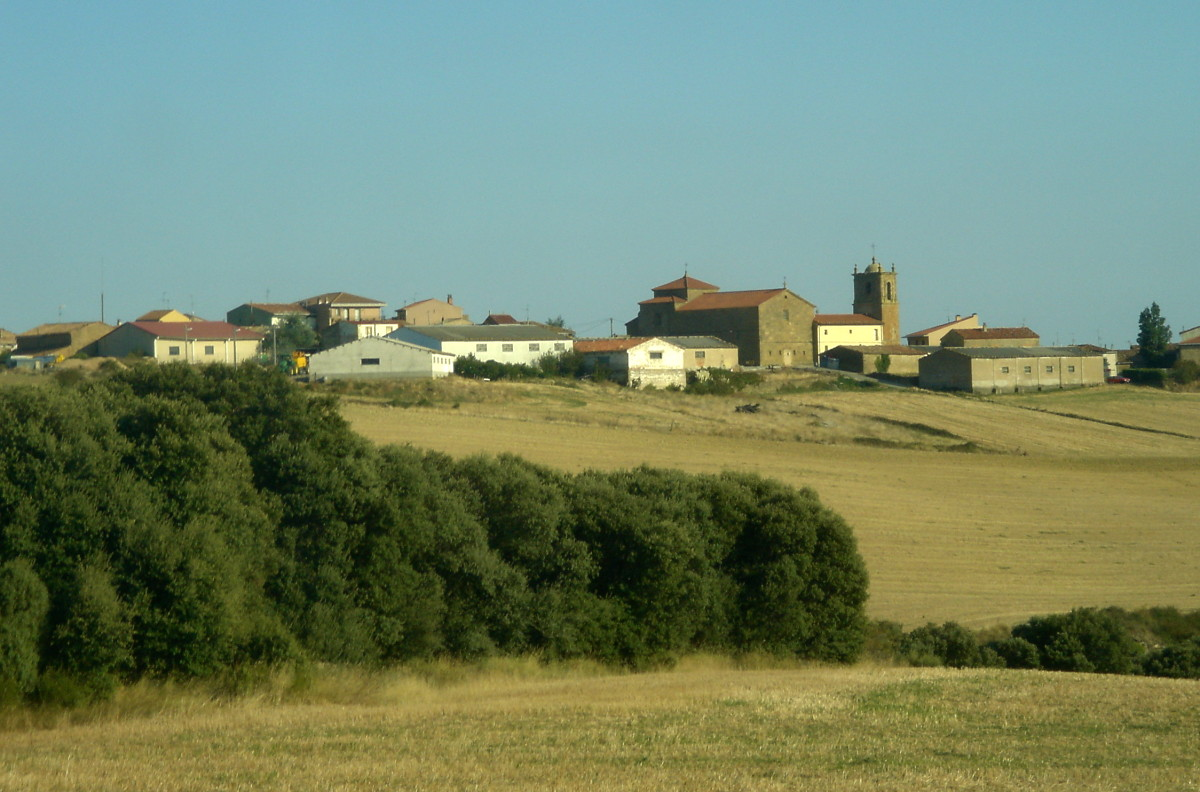
نمایی از دهستان کریپان در آلابای اسپانیا - ۲۰۰۸

کریپان دهستانی در استان آلابای اسپانیا است.
در این دهستان ۱۸۸ نفر زندگی می‌کنند. مساحت این دهستان ۱۲,۵۹ کیلومتر مربع است.

## مراجع
- نام، جمعیت و مساحت از درگاه ملی آمار (اسپانیا) گرفته شده است.